# George Ord
George Ord (Philadelphia, Pennsylvania, 1781. március 4. – Philadelphia, 1866. január 24.) amerikai ornitológus. Zoológiai szakmunkákban nevének rövidítése: „Ord”.

## Élete
Ord a pennsylvaniai Philadelphia városában született. Azonos nevű apja kötélgyártó volt, és fiatalon ő maga is csatlakozott az üzlethez, amit az apa 1806-ban bekövetkezett halála után maga vitt tovább. Csak 1829-ben hagyott fel a vállalkozással, hogy több időt tudjon szentelni a tudományos tevékenységének.
1815-ben lett tagja a philadelphiai természettudományi akadémiának, két évvel később pedig az Amerikai Filozófiai Társaságnak is; később mindkettőben jelentős pozíciókat töltött be. Ő kapott meg számos példányt Lewis és Clark expedíciójának gyűjtéséből tudományos leírás céljára, köztük egy grizzly medvét és egy villásszarvú antilopot.
Ord jó barátja és támogatója volt Alexander Wilsonnak, akit jó néhány utazására elkísért. Wilson halála után az Amerikai Ornitológia című kilenc kötetes művének ő fejezte be a nyolcadik és kilencedik kötetét. 1828-ban kiadta Wilson életrajzát, majd a későbbiekben két másik természetkutató társáról, Thomas Sayről (1834) és Charles Alexandre Lesueurről (1849) is ő írt életrajzi kiadványt. Részt vett Samuel Johnson lexikonjának gyarapításában, és a Noah Webster-féle lexikon első kiadásának elkészítésében is. Ellenséges viszonyt tartott fenn John James Audubonnal, akinek a rajzait sem kedvelte, és úgy érezte, hogy Audubon bitorolja Wilson pozícióját. Halála után Philadelphiában, a Gloria Dei templom temetőjében temették el, Wilson közelében.

## Fordítás
- Ez a szócikk részben vagy egészben  a   George Ord című angol Wikipédia-szócikk fordításán alapul.  Az eredeti cikk szerkesztőit annak laptörténete sorolja fel. Ez a jelzés csupán a megfogalmazás eredetét és a szerzői jogokat jelzi, nem szolgál a cikkben szereplő információk forrásmegjelöléseként.